# Scaptomyza spiculipennis
Scaptomyza spiculipennis är en tvåvingeart som beskrevs av Hajimu Takada och Momma 1975. Scaptomyza spiculipennis ingår i släktet Scaptomyza och familjen daggflugor. Inga underarter finns listade i Catalogue of Life.